# One Ok Rock
One Ok Rock (яп. ワンオクロック, Wan Oku Rokku) — японський рок-гурт, створений у 2005 році. До його складу входять вокаліст Такахіро Моріучі, гітарист Тору Ямашіта, басист Рьота Кохама й ударник Томоя Канкі. Раніше учасниками гурту також були ударник Ю Коянаґі та гітарист Александер “Алекс” Реймон Онідзава. Серед пісень гурту є різноманітні стилі музики, від альтернативного року й емо до постхардкору та поппанку.
One Ok Rock спершу підписали контракт з Amuse Inc., проте гурт покинув компанію 1 квітня 2021 року та заснував власну керівну агенцію під назвою 10969 Inc. Вони підписали контракт із звукозаписним лейблом Fueled by Ramen у США.
Група здобула міжнародну популярність у 2012 році завдяки синглу «The Beginning» із їхнього шостого альбому Jinsei×Boku=, який привів їх на концерти та музичні фестивалі за межами Азії. Після цього One Ok Rock почали випускати подвійні версії (японсько-англійською та повністю англійською) наступних альбомів, з двома-трьома різними треками в кожній версії. Їхній сьомий студійний альбом, 35xxxv, став першим альбомом гурту, що увійшов до музичних чартів Billboard у США, досягнувши №. 11 у Heatseekers Albums, №. 43 у Independent Albums, №. 23 у Hard Rock Albums, і №. 1 у чарті World Albums. Восьмий альбом гурту, Ambitions, який містив більше арена-року та поп-року, дебютував на №. 106 в Billboard 200 та потрапив до кількох міжнародних чартів. У дев’ятому альбомі Eye of the Storm (2019) гурт використав більш електронне та поп-звучання. Вони експериментували з рок-орієнтованим звучанням, та все ж включили сучасний поп-рок для свого альбому 2022 року Luxury Disease.
One Ok Rock перемогли на Classic Rock Roll of Honor Awards у категорії Східний прорив серед чоловічих гуртів у 2016 році та здобули нагороди Rock Sound Awards як найкращий міжнародний гурт у 2017 році і найкращий живий виступ у 2018 році. Гурт також двічі був номінований на Alternative Press Music Awards – у категоріях Найкращий міжнародний гурт у 2016 році та Найкращий проривний гурт у 2017.

## Історія

### 2005–2006:Заснування та ранні релізи
Історія One Ok Rock почалася 29 липня 2005 року, коли старшокласник Тору Ямашіта захотів створити групу. Він запросив свого друга дитинства Рьоту Кохаму, який також був учасником хіп-хоп танцювальної групи HEADS. Він сказав Рьоті вивчити бас-гітару і запросив Александра Онідзаву, який теж навчався у їхній школі, стати гітаристом, а його однокласника Ю Коянаґі — грати на барабанах. Шукаючи вокаліста, Тору знайшов Такахіро Моріучі, який тоді був у кавер-групі Chivalry of Music, та наполягав на його приєднанні до One Ok Rock. Спершу Така відмовлявся, незважаючи на неодноразові спроби схилити його, але зрештою долучився до групи. Назву гурту запропонував Коянаґі, і вона походить від «першої години» (англ. "one o'clock"), часу, який гурт використовував для виконання музики на вихідних, оскільки в такі години було дешевше користуватися репетиційною. Однак зважаючи на те, що в японській мові немає різниці між R і L, "O'CLOCK" трансформувалося в "O'CROCK" або "O'KROCK", яке пізніше перетворилося на "OK ROCK". Крім того, One Ok Rock можна виразити як «10969» (wan-ō-ku-ro-ku). Це стало назвою компанії, яку учасники гурту заснували у 2021 році.
Гурт випустив свій демо-диск «Do You Know A Christmas?» 21 грудня 2005 року. У 2006 вони випустили 2 мініальбоми, ONE OK ROCK і KEEP IT REAL.
Після підписання контракту з Amuse, Inc. Ю Коянаґі покинув групу, щоб занйятися акторською кар’єрою, і його замінив Томоя Канкі, що був студентом музичної академії ESP і вже був у іншій групі, справи якої не йшла добре. Він приєднався до One Ok Rock у 2006 році та став офіційним учасником при їх дебюті в 2007 році.

### 2007–2009: Дебютний альбом,Beam of Light,Kanjo Effectі вибуття Алекса
У 2007 році гурт випустив дебютний сингл «Naihishinsho», який досяг 48 місця в чартах Oricon і продав 15 000 копій. Їхній другий і третій сингли «Yume Yume» і «Et Cetera» повторили цей успіх і посіли 43 та 29 місця відповідно. 21 листопада 2007 гурт випустив дебютний альбом Zeitakubyō і після цього вирушив у свій перший тур, Токіо-Осака-Нагоя Quattro Tour.
Другий альбом Beam of Light був випущений у травні 2008 року. В інтерв'ю журналу Rockin'On Japan у червні 2012 року гурт сказав, що вважав цей альбом не альбомом, а радше частиною дорослішання гурту. Коли вони записували його, то не були в належному настрої, але відчували, що їм потрібно зробити це, щоб рости як група. One Ok Rock експериментували з різними джерелами звуку і в підсумку створили панк-альбом. Плутане походження альбому стало причиною того, що вони не грали жодної пісні з Beam of Light під час живих виступів. Невдовзі після випуску Beam of Light гурт дав концерт у Shibuya AX.
У листопаді 2008 року One Ok Rock випустили альбом Kanjou Effect. На цьому етапі гурт набув більше досвіду і зміг зробити більш серйозний запис. Вони вдалися до західного звучання, яке на них вплинуло. Гурт замінив всіх своїх інженерів і представив свою музику новим продюсерам.
5 квітня 2009 року Алекса заарештували за те, що він обмацав ногу двадцятиоднорічної студентки в поїзді. Він визнав звинувачення, і справу було вирішено в позасудовому порядку. Це був найважчий час для гурту. Рьота мав намір залишити бас і взятися за гітару. Учасники гурту вважали, що додати нового учасника неможливо. Наступний сингл гурту, «Around the World Shounen», який мав вийти 6 травня як музична тема до телесеріалу GodHand Teru, і загальнонаціональний тур були скасовані. У травні 2009 року було оголошено, що One Ok Rock продовжать роботу у складі 4 учасників без Алекса, що повернувся до США. Тору зайняв його місце соло-гітариста, і група переаранжувала свої пісні для однієї гітари.

### 2010–2012:Niche Syndrome, музичні фестивалі таZankyo Reference
У новому складі з чотирьох учасників One Ok Rock випустили сингл «Kanzen Kankaku Dreamer» 3 лютого 2010 року. Пісня посіла дев'яту позицію в японському чарті Oricon Singles Chart. Через чотири місяці, 9 червня 2010 року, група випустила свій четвертий студійний альбом під назвою Niche Syndrome. Він посів третє місце в чарті Billboard Top Albums Sales. Для просування альбому компанія One Ok Rock розпочала тур This is my own judgement!, що складався з концертів у музичних залах Zepp у Сендаї, Осаці, Нагої, Фукуоці та закінчувався дводенним концертом у Токіо. Друга частина туру проходила на шістнадцяти різних майданчиках до 11 грудня 2010 року. Гурт провів фінальний виступ у Палаці бойових мистецтв Японії, що в Токіо, 28 листопада. 16 лютого 2011 року був випущений концертний DVD This is My Budokan?!. 6, 7 і 8 серпня One Ok Rock стали хедлайнерами Rock in Japan Festival і Summer Sonic Festival, а потім виступили на Rising Sun Rock Festival, Monster Bash, Treasure05X, Mad Ollie, Countdown Japan 2010/2011, і Radio Crazy. Гурт виступав з Pay Money to My Pain у турі Stay Real 2010 року, The Hiatus у турі Anomaly 2010 та Totalfat у турі Overdrive.
16 лютого 2011 року гурт випустив сингл «Answer is Near». Пізніше, з квітня по червень того ж року, вони виступали з Answer is Alive 2011 tour. 20 липня 2011 року One Ok Rock випустили свій перший подвійний сингл «Re:make/No Scared». «No Scared» став головною темою відеогри Black Rock Shooter: The Game. П'ятий альбом гурту, Zankyo Reference, вийшов 5 жовтня 2011 року. One Ok Rock оголосили 14 дат для туру Zankyo Reference Tour, що відбувся протягом листопада-грудня того ж року. Фінальним виступом групи на підтримку цього альбому став дводенний концерт на Арені Йокогама 21 і 22 січня 2012 року. Концерт був повністю розпроданий та зібрав понад 24 000 глядачів. Виступ з другої ночі в Йокогамі пізніше увійшов до документального фільму Zankyo Reference Tour, що був випущений на Blu-ray та DVD 30 травня 2012 року.
Протягом 2011 року One Ok Rock були хедлайнерами багатьох музичних фестивалів, зокрема Jisan Valley Rock Festival у Південній Кореї. У липні гурт виступив на Setstock 2011, а пізніше на Rock in Japan Festival, Rising Sun Rock Festival, Summer Sonic Festival, Monster Bash, Sky Jamboree, і Sweet Love Shower від Space Shower TV. Наприкінці року вони знову стали хедлайнерами Radio Crazy та Countdown Japan.
Гурт оголосив про свій перший закордонний тур Start Walking The World у травні та червні 2012 року; він охопив Японію, Південну Корею, Тайвань та Сінгапур. One Ok Rock були хедлайнерами Rock in Japan Festival на головній сцені, а також Summer Sonic 2012 і, крім того, Oga Namahage Rock Festival, Rising Sun Rock Festival та Sweet Love Shower. Наступний сингл гурту, «The Beginning», був обраний саундтреком для екранізації манги Rurouni Kenshin і вийшов 22 серпня 2012 року, сягнувши 2 місця в чарті Billboard Japan Hot 100. Пізніше «The Beginning» отримав дві нагороди: Найкраще рок-відео від MTV Video Music Awards Japan 2013 і Найкращий ваш вибір на Space Shower Music Video Awards.

### 2013–2014:Jinsei×Boku=,Fool Cool Rockі світовий тур
9 січня 2013 року One Ok Rock випустили подвійний сингл «Deeper Deeper/Nothing Helps» і посіли 2 місце в чартах Oricon. Пісня «Nothing Helps» була використана для японської версії відеогри DmC: Devil May Cry, а «Deeper Deeper» — для реклами Suzuki Swift Sport в Японії. Їхній шостий повноформатний альбом Jinsei×Boku= був випущений 6 березня 2013 року і досяг другого місця в тижневому чарті Oricon. У жовтні 2013 року гурт вирушив у свій перший тур за межами Азії та відвідав Європу з п'ятьма концертами. Більшість концертів у Європі були розкуплені практично відразу.

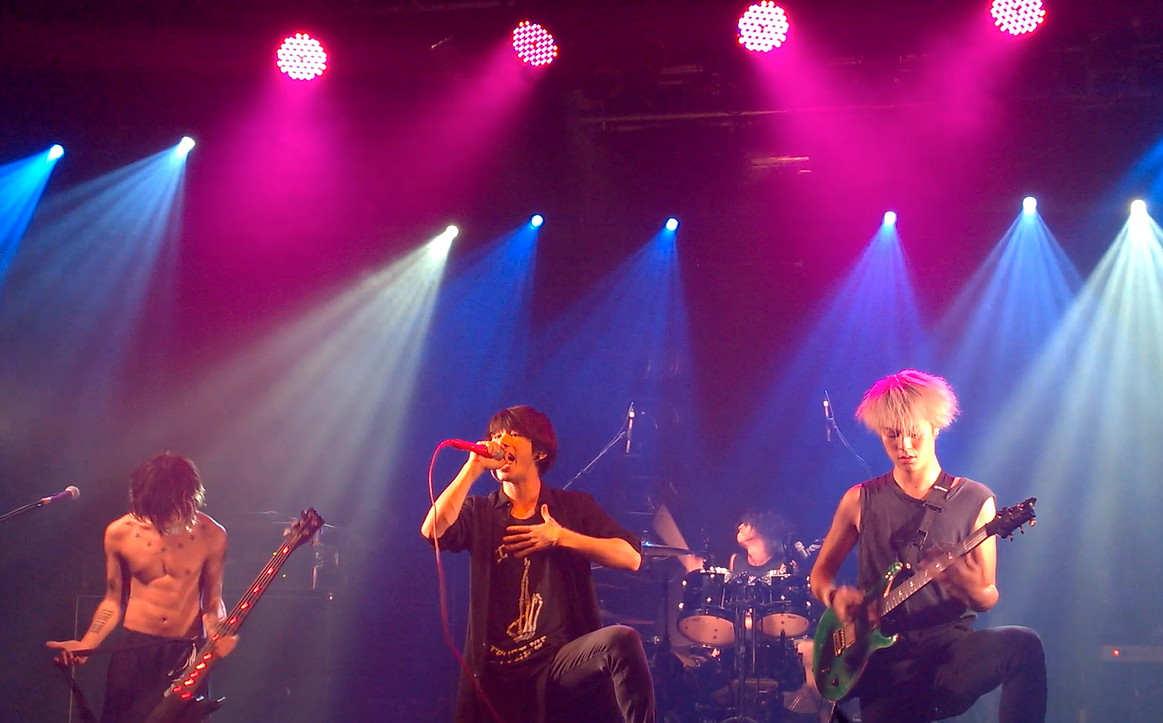
Виступ One Ok Rock у Лондоні, Великобританія, грудень 2014 року

12 січня 2014 року їхній продюсер Джон Фельдман повідомив, що One Ok Rock вже почали запис свого майбутнього альбому. У лютому 2014 року вони відвідали США, щоб провести два концерти в Нью-Йорку та Лос-Анджелесі і додали ще дві дати у Філадельфії та Торонто в травні. Гурт також виступив на Rock on the Range у Колумбусі, штат Огайо, їхньому першому фестивалі за межами Азії.  16 травня був випущений документальний фільм про останній тур групи Європою та Азією, Fool Cool Rock, він демонструвався протягом обмеженого часу в окремих кінотеатрах. Фільм, режисований Хіроюкі Наканою, було випущено на DVD та Blu-ray у листопаді 2014 року з рекламними показами в Бангкоку та Гонконгу.
У червні та липні 2014 року One Ok Rock приєдналися до Vans Warped Tour 2014 і виступили у вісімнадцяти містах Північної Америки. 30 липня 2014 року гурт випустив подвійний сингл «Mighty Long Fall/Decision». «Mighty Long Fall» стала музичною темою сиквелу фільму Rurouni Kenshin під назвою Rurouni Kenshin: Kyoto Inferno, а «Decision» — документального фільму One Ok Rock, Fool Cool Rock. Музичне відео на пісню «Decision», випущене 20 серпня 2014 року, є компіляцією записів з турів гурту Європою та Азією. У вересні 2014 року пісня «Heartache» стала частиною саундтреку Rurouni Kenshin: The Legend Ends. Згодом, у вересні 2014 року, One Ok Rock провели дводенний концерт Mighty Long Fall Live at Yokohama Stadium 2014 на стадіоні Йокогама, що зібрав 60 000 людей. Це був їхній перший виступ на стадіоні.
Наприкінці 2014 року One Ok Rock оголосили про тури по США, Південній Америці та Європі. Вони виступили на Knotfest і в Японії, і у Сполучених Штатах з додатковими двома датами для США у жовтні. Наприкінці жовтня 2014 року гурт розпочав свій перший тур Латинською Америкою, відвідавши п’ять країн. 27 листопада One Ok Rock були запрошеними виконавцями в японському турі Hoobastank і повернулися в тур, цього разу в Європі, виступивши ще в десятьох країнах у грудні.

### 2015–2016:35xxxvі міжнародний успіх

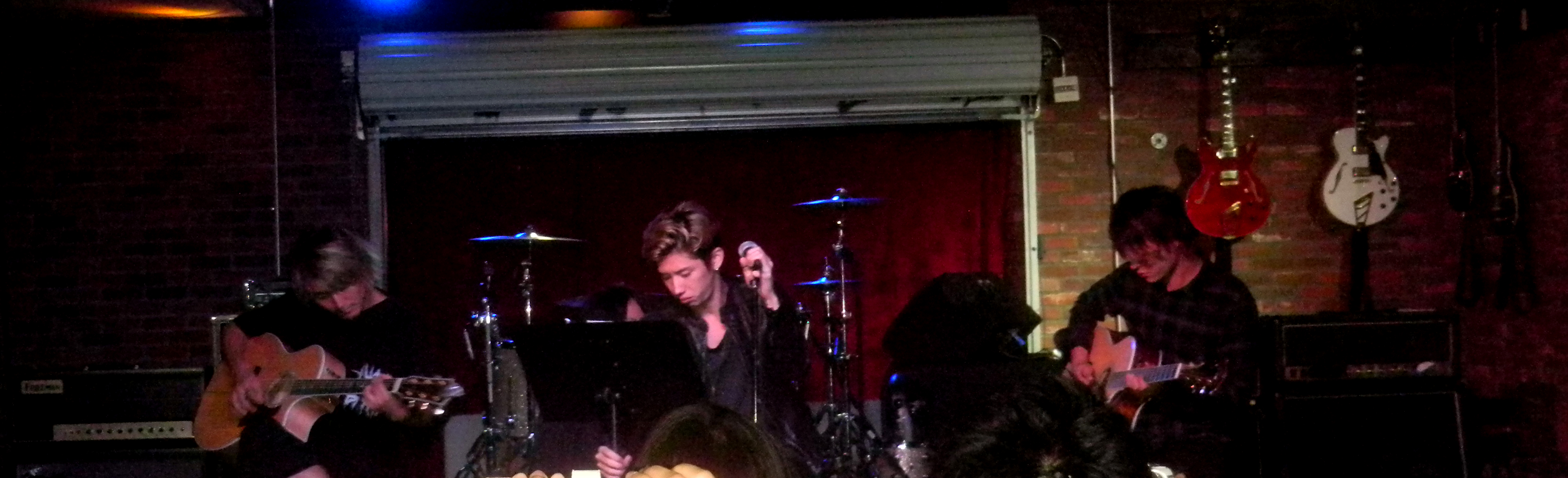
Виступ One OK Rock на Lucky Strike Live 22 жовтня 2015 року

9 жовтня 2014 року гурт оголосив, що наступний альбом вийде в лютому 2015 року. Водночас було оновлено офіційний сайт гурту. У грудні 2014 року One Ok Rock оприлюднили обкладинку та назву свого майбутнього японського альбому 35xxxv. Альбом посів 11 місце в чарті Billboard Heatseekers Albums. Цей чарт призначений для музикантів-початківців і зазвичай є сходинкою до Billboard 200. Того ж тижня він досяг 43 місця в Billboard Independent Albums. Потім альбом сягнув 23 місця в Billboard Hard Rock Albums Chart і досяг №1 у Billboard World Albums Chart.

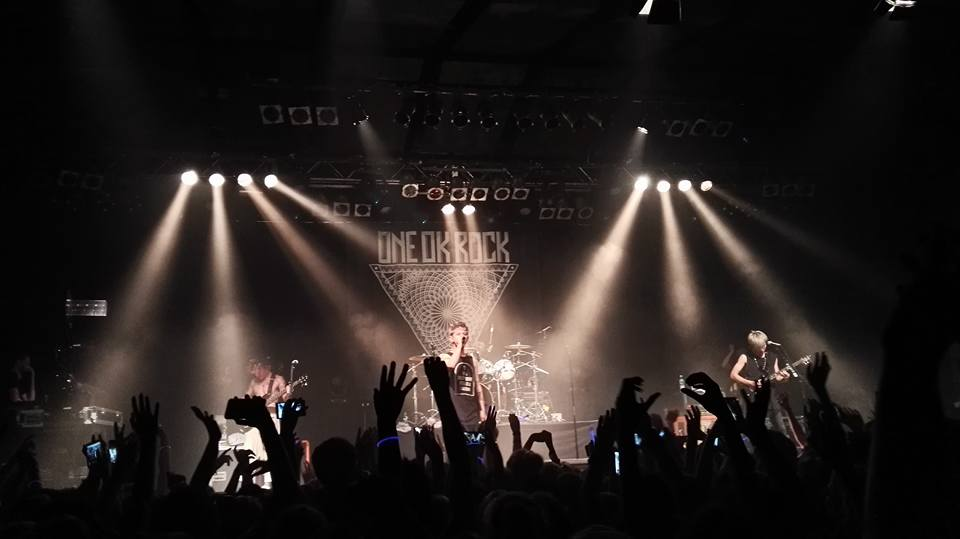
Виступ One Ok Rock у Польщі у 2016 році

У квітні 2015 року One Ok Rock разом із Finch відкривали американський тур Yellowcard. Після цього гурт повернувся до Японії для свого великого альбомного туру, що тривав з травня по вересень. На фінальних концертах також виступили гурти Issues і Against the Current. У липні 2015 року One Ok Rock офіційно оголосили, що вони підписали контракт з Warner Bros. Records і планують перевипустити 35xxxv як делюкс-версію, що міститиме всі англійські треки, 25 вересня 2015 року. Восени 2015 року гурт мав намір провести тур по Північній Америці з декількома вибраними містами як хедлайнери, але здебільшого виступав на розігріві в All Time Low і Sleeping with Sirens. One Ok Rock також гастролювали Європою та Азією, щоб просувати свій альбом.
17 жовтня 2015 року 35xxxv (Deluxe Edition) дебютував під № 20 у чарті Billboard Heatseekers Albums та досяг піку на № 17.
One Ok Rock повернулися до Японії для концерту One Thousand Miles Tour 2016 разом із All Time Low і PVRIS. На початку 2016 року було оголошено, що гурт матиме вступні виступи Issues і Crown the Empire у турі Monster Energy Outbreak Tour, щоб просувати свій англомовний альбом у США. Група також продовжувала виступати у Європі на різних музичних фестивалях і сольних концертах.
11 березня 2016 року One Ok Rock випустили нову пісню «Always Coming Back», яка була використана в серії реклам NTT Docomo «Kanjou no Subete / Nakama». У середині 2016 року гурт приєднався до 5 Seconds of Summer у першій північноамериканській частині їхнього світового туру Sounds Live Feels Live.
Щоб відзначити 10-ту річницю альбому My Chemical RomanceThe Black Parade, Rock Sound анонсувала спеціальний кавер-альбом, до якого увійшли й One Ok Rock. Гурт зробив кавер на перший трек «The End».
10 і 11 вересня група провела спеціальний концерт у Наґісені, Шідзуока, Японія, для натовпу в 110 000 глядачів. One Ok Rock також анонсували випуск цифрового синглу «Taking Off» 16 вересня 2016 року під керівництвом Fueled by Ramen. Ця пісня була використана як музична тема для японського фільму «Музей» із Шун Оґурі в головній ролі. Пізніше на спеціальному концерті Така оголосив, що їхній восьмий студійний альбом буде випущено наступного року.
8 жовтня Sum 41 випустили японське видання свого альбому 13 Voices, до якого ввійшла пісня «War» за участі Таки. Дерик Віблі з Sum 41 сказав Alternative Press Japan, що «було чудово співпрацювати з Такою над нашою новою піснею під назвою War. Я великий шанувальник його голосу та One Ok Rock, і думаю, що наші голоси дуже добре поєднуються».
13 листопада 2016 року NHK (Nippon Hōsō Kyōkai, японська компанія телерадіомовлення) провела фестиваль ONE OK ROCK 18 Festival (18 FES), де One Ok Rock і 1000 підлітків (17-19-річні з усієї країни) співали разом на одній сцені. 18 листопада 2016 року гурт випустив «Bedroom Warfare», другий сингл з їхнього майбутнього альбому. Третій сингл, «I was King», вийшов 16 грудня 2016 року.

### 2017:Ambitions

Жовте тло обкладинки альбому Ambitions символізує надію

1 січня 2017 року One Ok Rock відкрили спеціальний сайт «World Ambitions» на честь виходу нового альбому, Ambitions. World Ambitions був веб-сайтом, що візуально представляв зображення «надії». Люди з усього світу могли завантажувати фотографії з жовтим, що символізує надію та об’єднує їх усіх, і ділитися своїми зображеннями через соцмережі (Twitter, Instagram). 9 січня 2017 року гурт випустив сингл під назвою «We Are».
Японська версія Ambitions була випущена 11 січня 2017 року під A-Sketch. Англійська версія альбому вийшла 13 січня 2017 року під Fueled by Ramen. До Ambitions увійшли колаборації з Авріл Лавін (японська версія альбому), Алексом Гаскартом з All Time Low (англомовна версія альбому) та австралійським гуртом 5 Seconds of Summer (обидві версії). Alternative Press оголосила спільну з Алексом Гаскартом пісню «Jaded» найкращою колаборацією 2017 року.
У січні 2017 року гурт вирушив у північноамериканський тур, що складався з 6 концертів. З лютого по травень 2017 року вони провели 32 концерти на японських аренах.
9 лютого 2017 року гурт випустив обмежений CD-сингл «Skyfall», який продавався лише під час японського туру «Ambitions» на концертних майданчиках. Компакт-диск містить 3 пісні: «Skyfall» (за участі MAH з SiM, Масато Хаякави з Coldrain і Койє з Crossfaith), «Right by your side» і «Manhattan Beach».
2 травня 2017 року було оголошено, що One Ok Rock відкриватимуть тур Linkin Park One More Light Tour у Північній Америці на 4 датах та в Японії на 3 концертах. 21 липня 2017 року було оголошено, що їхній тур по Північній Америці було скасовано через самогубство фронтмена Linkin Park Честера Беннінгтона 20 липня 2017 року, за тиждень до їх виступів; фінальну частину туру Linkin Park у Японії було скасовано 3 жовтня 2017 року. One Ok Rock віддали належне Честеру Беннінгтону, виконавши кавер на пісню Linkin Park «One More Light» під час своїх живих виступів. Така взяв участь у концерті пам'яті Беннінгтона під назвою "Linkin Park & Friends", співаючи пісню "Somewhere I Belong".

### 2018–2020:Eye of the Storm

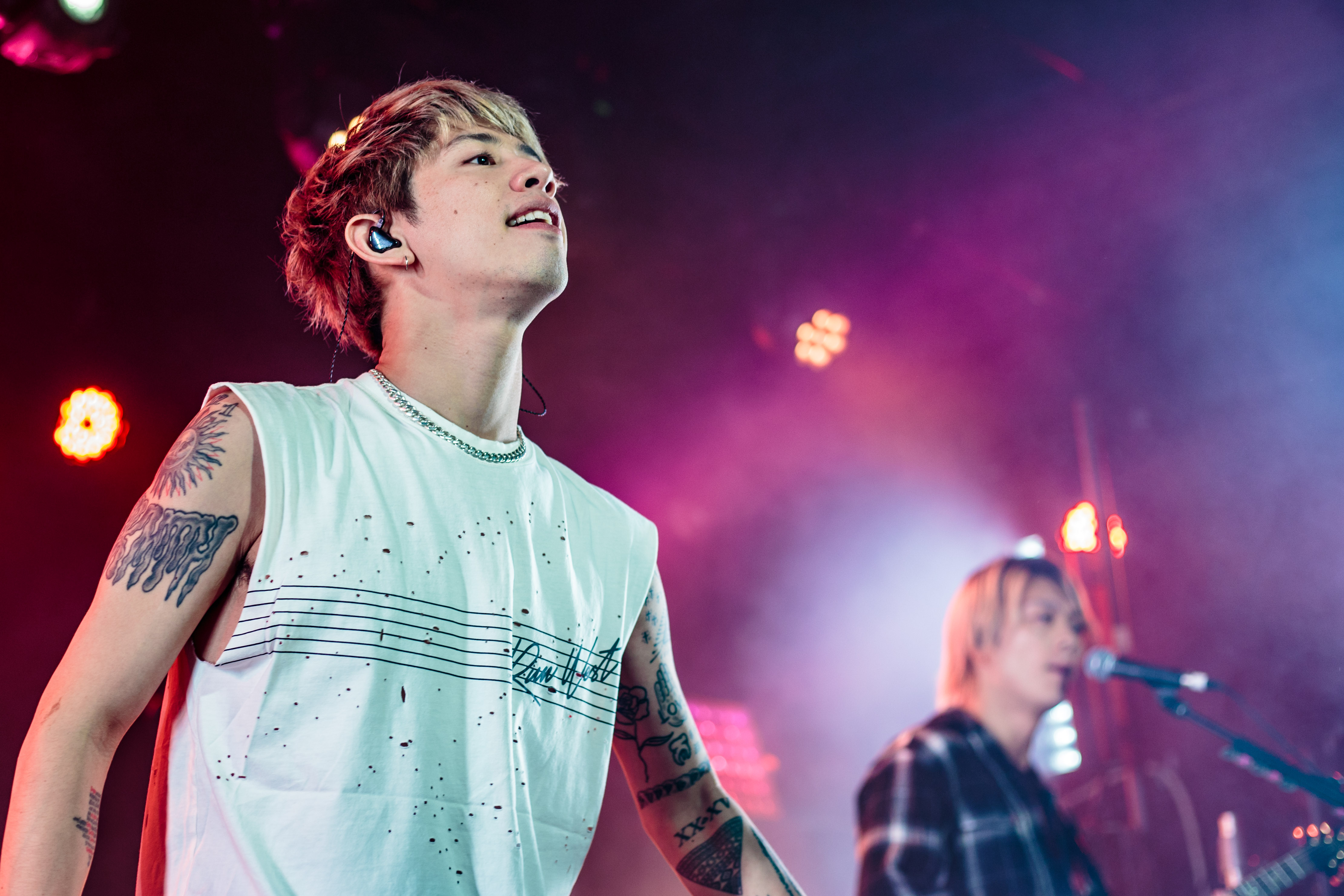
Така і Тору виступають у Будапешті в Dürer Kert

16 лютого 2018 року гурт випустив сингл «Change». Пісня була створена Такою разом із продюсером гурту для реклами HondaJet. Гурт залишався відносно мовчазним протягом решти року (за винятком початку туру Ambitions Dome Tour в Японії, що був оголошений минулого року), до оголошення невеликого туру на чотири дати з оркестром у Японії наприкінці жовтня, а також невеликого європейського туру в грудні.
23 листопада One Ok Rock анонсували свій майбутній альбом Eye of the Storm. Другий сингл «Stand Out Fit In», який вважається головним для цього альбому, був випущений того ж дня разом із музичним кліпом. «Change» також увійшла до альбому. 1 лютого 2019 року гурт випустив третій і останній сингл з альбому, «Wasted Nights». Ця пісня стала музичною темою для фільму Королівства. Єдиною колаборацією в альбомі є «In the Stars» з американською співачкою Kiiara; композиція стала темою для фільму Fortuna's Eye. Eye of the Storm вийшов 13 лютого 2019 року під A-Sketch у Японії і 15 лютого 2019 року під Fueled By Ramen за її межами.
Гурт гастролював з Waterparks і Stand Atlantic у турі по Північній Америці протягом лютого та березня на підтримку Eye of the Storm. Вони також підтримували Еда Ширана під час другого азіатського етапу його туру, ÷ Tour, протягом квітня та початку травня, та провели хедлайнерський тур Європою протягом решти травня за підтримки дрім-поп-гурту Anteros та продюсера Дена Ланкастера. У липні One Ok Rock провели короткий американський тур по Орегону, Каліфорнії та Мексиці, під час якого вони також грали в Vans Warped Tour. One Ok Rock здійснили гастрольний тур Японією з вересня 2019 року по січень 2020 року. У березні 2020 року гурт здійснив тур по Австралії з американським поп-рок-гуртом Set It Off і австралійським поппанк-гуртом Stateside, які виступали як підтримка. Група збиралася завершити свій тур азіатською частиною з квітня по липень 2020 року. Однак 17 березня 2020 року було оголошено, що дати туру будуть перенесені через пандемію COVID-19, та зрештою концерти були скасовані.

### 2020–2023:Luxury Diseaseі 10969 Inc.
24 серпня 2020 року гурт оголосив про пряму трансляцію стадіонного концерту Field of Wonder, який відбувся 11 жовтня 2020 року на Zozo Marine Stadium у місті Чіба, Японія, без глядачів. Концерт транслювався для аудиторії по всьому світу і був першим виступом гурту з початку пандемії COVID-19.
У 2021 році One Ok Rock залишили Amuse, Inc. і заснували власну компанію 10969 Inc. Гурт створив саундтрек до фільму Rurouni Kenshin: The Final під назвою «Renegades». Співавторами пісні стали Ед Ширан і фронтмен Coldrain Масато Хаякава. Сингл був випущений 16 квітня 2021 року під Fueled By Ramen. У 2021 році гурт представив нову пісню для Rurouni Kenshin: The Beginning під назвою «Broken Heart of Gold» і опублікував трейлер фільму з цією піснею на своєму офіційному YouTube-каналі. Пісня вийшла 27 травня 2021 року.
31 липня 2021 року One Ok Rock провели пряму трансляцію акустичного виступу під назвою «Day to Night Acoustic Session» у Kawaguchiko Stellar Theatre в Яманаші, Японія. Вони зіграли більше десяти пісень, включно з кавером на пісню Хікару Утади 1999 року «First Love». 21 жовтня 2021 року One Ok Rock випустили документальний фільм Flip a Coin на Netflix. Наступного дня, 22 жовтня, гурт випустив сингл «Wonder».
21 червня 2022 року було оголошено, що One Ok Rock випустять новий сингл «Save Yourself» 24 червня разом із музичним кліпом. Гурт оголосив, що їхній новий альбом Luxury Disease буде доступний 9 вересня 2022 року. 28 серпня 2022 року вони анонсували ще один сингл «Let Me Let You Go», який вийшов 30 серпня. 6 вересня 2022 року гурт випустив новий сингл «Vandalize», який одночасно було оголошено як один з саундтреків до відеогри Sonic Frontiers. One Ok Rock виступали на розігріві у турі Muse Will of the People World Tour разом із Evanescence у США та Канаді в лютому і березні 2023 року, а також приєдналися до Muse під час їхнього європейського туру разом із Royal Blood. Під час європейського туру вони також були хедлайнерами окремих шоу в рамках туру Luxury Disease Tour.
11 грудня 2022 року гурт оголосив про тур Luxury Disease Japan на 2023 рік із виступами на всіх критих стадіонах Японії. 24 серпня 2023 року One Ok Rock випустили новий сингл «Make It Out Alive» у співпраці з Monster Hunter Now, мобільною грою, яка була запущена 14 вересня. Музичне відео було випущено 29 серпня 2023 року. 6 жовтня 2023 року гурт випустив «Prove» як опенінґ для аніме Beyblade X. One Ok Rock і My First Story, вокалістом яких є брат Таки, Хіро, провели одновечірнє живе шоу «VS» у Tokyo Dome 14 листопада 2023 року.

### 2024–дотепер: DETOX і світовий тур
13 травня 2024 року вокаліст Така оголосив у своєму Instagram у прямому ефірі, що група завершила запис нового альбому в Лос-Анджелесі, який матиме більш хардрокове звучання. Гурт також оголосив про світовий тур Premonition World Tour 2024 із концертами на стадіонах у Токіо, Гаосюні, Дюссельдорфі, Парижі, Лондоні, Торонто та Лос-Анджелесі у вересні й жовтні. 28 травня вони оголосили, що нову пісню під назвою «Dystopia» було обрано як ендінг в програмі новин Nippon Television, news zero. 11 червня гурт оголосив про свій новий сингл «Delusion:All», обраний саундтреком для четвертого фільму Kingdom, який мав вийти 12 липня 2024 року разом із фільмом. 6 грудня 2024 року вийшов сингл «+Matter».
Гурт анонсував новий альбом під назвою «DETOX», що має вийти 21 лютого 2025 року.
19 січня 2025 року гурт випустив сингл «Puppets Can't Control You», який використовується як музична тема для японської теледрами «Mikami Sensei».

## Музичний стиль і впливи
На One Ok Rock вплинули Linkin Park, Foo Fighters, Good Charlotte, Ellegarden, і the Used. Початкова ідея групи виникла, коли Ямашіта хотів створити рок-гурт і запросив Кохаму приєднатися до нього. Вплив Good Charlotte видно в їх першому альбомі, Zeitakubyō, тоді як вплив Foo Fighters можна побачити у другому та третьому альбомах, Beam of Light та Kanjō Effect.
На шостий альбом, Jinsei×Boku=, вплинули крики та реп Linkin Park. Сьомий альбом 35xxxv був створений разом з продюсером Джоном Фельдманом. Альбом посів перше місце в щотижневому рейтингу Oricon Album, ставши першим альбомом гурту, що досяг вершини чарту. Крім того, це був перший альбом One Ok Rock, випущений окремим англомовним міжнародним виданням на додаток до японської версії. Їхній восьмий альбом Ambitions також очолив тижневий рейтинг Oricon Album.

## Учасники гурту
Поточний склад
- Такахіро "Така" Моріучі (яп. 森内 貴寬, Moriuchi Takahiro) – ведучий вокал (2005–дотепер), додаткові гітари (2009–дотепер)
- Тору Ямашіта (яп. 山下 亨, Yamashita Tōru) – соло-гітара (2009–дотепер), ритм-гітара, вокал (2005–дотепер)
- Рьота Кохама (яп. 小浜 良太, Kohama Ryōta) – бас-гітара, бек-вокал (2005–дотепер)
- Томоя "Томо" Канкі (яп. 神吉 智也, Kanki Tomoya) – ударні, перкусія, бек-вокал (2006–дотепер)

Колишні учасники
- Александер Реймон "Алекс" Онідзава (яп. 鬼澤 アレクサンダー 礼門, Onizawa Alexander Reimon) – соло-гітара, бек-вокал (2005–2009)
- Ю Коянаґі (яп. 小柳 友, Koyanagi Yū) – ударні, перкусія (2005–2006)

## Дискографія
Студійні альбоми
- Zeitakubyo (2007)
- Beam of Light (2008)
- Kanjō Effect (2008)
- Niche Syndrome (2010)
- Zankyo Reference (2011)
- Jinsei×Boku= (2013)
- 35xxxv (2015)
- Ambitions (2017)
- Eye of the Storm (2019)
- Luxury Disease (2022)
- DETOX (2025)

## Фільмографія
Документальні фільми
- Fool Cool Rock! One Ok Rock Documentary Film (2014)
- One Ok Rock: Flip a Coin (2021)

## Тури та концерти

### Хедлайнери

#### Японія
- Shredder in the World (世の中シュレッダー) (2007)
- One Ok Rock Tour 2008 "What Time Is It Now?" (2008)
- One Ok Rock 2009 "Emotion Effect" Tour (2009)
- "This is my own judgment" Tour (2010)
- Answer is aLive Tour (2011)
- One Ok Rock 2011–2012"残響リファレンス"Tour (2011–2012)
- "The Beginning" Tour (2012)
- One Ok Rock 2013 "人生×君="Tour (2013)
- One Ok Rock 2014 "Mighty Long Fall at Yokohama Stadium" (2014)
- One Ok Rock 2015 "35xxxv" Japan Tour (2015)
- One Thousand Miles Tour (2016)
- One Ok Rock 2016 Special Live in Nagisaen (2016)
- One Ok Rock 2017 "Ambitions" Arena Tour (2017)
- One Ok Rock 2018 "Ambitions" Japan Dome Tour (2018)
- One Ok Rock with Orchestra Japan Tour 2018 (2018)
- One Ok Rock 2019-2020 "Eye of the Storm" Japan Tour (2019–2020)
- One Ok Rock 2020 "Field of Wonder" at Stadium Live Streaming (2020)
- One Ok Rock 2021 "Day to Night Acoustic Sessions" at Stellar Theater (2021)
- One Ok Rock 2023 "Luxury Disease" Japan Dome Tour (2023)
- SUPER DRY SPECIAL LIVE Organized by ONE OK ROCK (2024) [185]

#### Міжнародні
- "Start Walking The World Tour" (2012)
- "Who are you?? Who are we??" Tour (2013)
- One Ok Rock 2014 South America & Europe Tour (2014)
- One Ok Rock 2015 "35xxxv" North America, Europe, Asia Tour (2015–2016)
- One Ok Rock European Tour 2016 (2016)
- One Ok Rock 2017 "Ambitions" World Tour (2017)
- One Ok Rock "Eye of the Storm" North America, Europe Tour (2019)[186]
- One Ok Rock Eye of the Storm World Tour 2019 -US & Mexico- (2019)
- One Ok Rock "Luxury Disease" North America Tour (2022)
- One Ok Rock "Luxury Disease" Europe, Asia Tour (2023)
- One Ok Rock Premonition World Tour 2024 (2024)

### Одні з хедлайнерів
- Knotfest in US (with Various Artists) (2014)
- Vans Warped Tour (with Various Artists) (2014)
- Rock on the Range in US (with Various Artists) (2014)
- Soundwave in Australia (with Various Artists) (2015)
- Aftershock Festival in US (with Various Artists) (2015)
- Monster Energy Outbreak Tour (with Issues, Crown the Empire, ONE OK ROCK and Night Verses) (2016)[187]
- Rock am Ring and Rock im Park in Germany (with Various Artists) (2016)[188]
- Download Fest in France and UK (with Various Artists) (2016)
- Pinkpop Fest in Netherlands (with Various Artists) (2016)
- Self Help Fest in US (with Various Artists) (2016)[189]
- Reading and Leeds Festivals in England (with Various Artists) (2017)
- Czad Festiwal in Poland (with Various Artists) (2017)[190]
- Vans Warped Tour in US (with Various Artists) (2019)[191]
- Good Things in Australia (with Various Artists) (2022)

### Вступні виступи та як запрошені виконавці
- Hoobastank Japan Tour (with guest One Ok Rock) (2014)
- The Smashing Pumpkins Sidewave in Australia (with One OK Rock and Gerard Way as supporting acts) (2015)[192]
- Yellowcard Tour (with One Ok Rock and Finch as opening acts) (2015)[193]
- All Time Low "Back to the Future Hearts Tour" (with Sleeping with Sirens, One Ok Rock, and Neck Deep) (2015)[194]
- 5 Seconds Of Summer "Sounds Live Feels Live Tour" in North America (with One Ok Rock and Hey Violet) (summer 2016)
- Ed Sheeran "Divide Asia Tour" (special guest ONE OK ROCK) (2019)[186]
- Muse "Will of the People World Tour" in the US and Canada, (special guest ONE OK ROCK and Evanescence), and in Europe (with Royal Blood and ONE OK ROCK) (2023)

## Нагороди та номінації
| Церемонія нагородження             | Рік  | Категорія                      | Номінант/робота                   | Результат | Прим.           |
| ---------------------------------- | ---- | ------------------------------ | --------------------------------- | --------- | --------------- |
| Alternative Press Music Awards     | 2016 | Best International Band        | One Ok Rock                       | Номінація | [ 195 ]         |
| Alternative Press Music Awards     | 2017 | Best Breakthrough Band         | One Ok Rock                       | Номінація | [ 196 ]         |
| CD Shop Awards                     | 2014 | Finalist Award                 | Jinsei×Boku=                      | Перемога  | [ 197 ]         |
| Classic Rock Roll of Honour Awards | 2016 | Eastern Breakthrough Male Band | One Ok Rock                       | Перемога  | [ 198 ] [ 199 ] |
| Isum Bridal Music Awards           | 2018 | Music Award                    | «Wherever You Are»                | Перемога  | [ 200 ]         |
| Japan Gold Disc Award              | 2018 | Best 5 Albums                  | Ambitions                         | Перемога  | [ 201 ]         |
| MTV Europe Music Awards            | 2013 | Best Japanese Act              | One Ok Rock                       | Номінація | [ 202 ]         |
| MTV Europe Music Awards            | 2014 | Best Japanese Act              | One Ok Rock                       | Номінація | [ 203 ]         |
| MTV Europe Music Awards            | 2015 | Best Japanese Act              | One Ok Rock                       | Номінація | [ 204 ]         |
| MTV Europe Music Awards            | 2016 | Best Japanese Act              | One Ok Rock                       | Перемога  | [ 205 ]         |
| MTV Video Music Awards Japan       | 2011 | Best Rock Video                | «Jibun Rock» (じぶんROCK)         | Номінація | [ 206 ]         |
| MTV Video Music Awards Japan       | 2012 | Best Rock Video                | «Answer is Near» (アンサイズニア) | Перемога  | [ 207 ]         |
| MTV Video Music Awards Japan       | 2013 | Best Rock Video                | «The Beginning»                   | Перемога  | [ 59 ]          |
| MTV Video Music Awards Japan       | 2013 | Best Video from a Film         | «The Beginning»                   | Перемога  | [ 59 ]          |
| MTV Video Music Awards Japan       | 2014 | Best Rock Video                | «Be the light»                    | Перемога  | [ 208 ]         |
| MTV Video Music Awards Japan       | 2015 | Best Group Video – Japan       | «Mighty Long Fall»                | Номінація | [ 209 ]         |
| MTV Video Music Awards Japan       | 2019 | Artist of the Year             | One Ok Rock                       | Перемога  | [ 210 ]         |
| Rock Sound Awards                  | 2017 | Best International Band        | One Ok Rock                       | Перемога  | [ 211 ]         |
| Rock Sound Awards                  | 2018 | Best Live Performance          | One Ok Rock                       | Перемога  | [ 212 ]         |
| Rock Sound Awards                  | 2024 | Rock Sound 25 Icons            | One Ok Rock                       | Перемога  | [ 213 ]         |
| Space Shower Music Video Awards    | 2013 | Best Your Choice               | «The Beginning»                   | Перемога  | [ 60 ]          |
| Space Shower Music Video Awards    | 2016 | Best Active Overseas           | One Ok Rock                       | Перемога  | [ 214 ]         |
| Space Shower Music Video Awards    | 2016 | Best Punk/Loud Rock Artist     | One Ok Rock                       | Номінація | [ 215 ]         |
| Space Shower Music Video Awards    | 2017 | Best Rock Artist               | One Ok Rock                       | Номінація | [ 216 ]         |
| Space Shower Music Video Awards    | 2018 | Best Active Overseas           | One Ok Rock                       | Перемога  | [ 217 ]         |
| Space Shower Music Video Awards    | 2018 | Best Group Artist              | One Ok Rock                       | Перемога  | [ 217 ]         |
| Space Shower Music Video Awards    | 2018 | People's Choice                | One Ok Rock                       | Номінація | [ 218 ]         |
| Space Shower Music Video Awards    | 2019 | Best Group Artist              | One Ok Rock                       | Номінація | [ 219 ]         |
| Space Shower Music Video Awards    | 2019 | People's Choice                | One Ok Rock                       | Номінація | [ 220 ]         |
| Space Shower Music Video Awards    | 2020 | Artist of the Year             | One Ok Rock                       | Перемога  | [ 221 ]         |
| Space Shower Music Video Awards    | 2020 | Best Group Artist              | One Ok Rock                       | Перемога  | [ 221 ]         |
| Space Shower Music Video Awards    | 2020 | People's Choice                | One Ok Rock                       | Номінація | [ 222 ]         |